# Aleksa Gajić
Aleksa Gajić (cyrillique serbe : Алекса Гајић, né le 20 mai 1974, à Belgrade) est un auteur et dessinateur de bande-dessinée serbe.

## Biographie
Aleksa Gajić étudie aux Arts Appliqués de Belgrade en Serbie. Il dessine notamment les séries Le Fléau des dieux et Drakko.

### En France

#### Albums et recueils
- Le Fléau des dieux, scénario de Valérie Mangin, Soleil Productions

1. Morituri te salutant, 2000.
2. Dies Irae, 2001.
3. Urbi et Orbi, 2002.
4. Vae victis, 2004.
5. Dei ex machina, 2005.
6. Exit, 2006.

- Drakko, scénario de Valérie Mangin, Quadrants

1. La Treizième Horde, 2011.

#### Collectifs
- Le Grimoire du petit peuple, scénario de Pierre Dubois, Delcourt

2. La forêt, 2005.